# Матијас Хергет
Матијас Хергет (Анаберг-Бухолц, 14. новембар 1955) бивши је немачки фудбалер.

## Каријера

### Клуб
Професионалну каријеру започео је 1976. године у Бохуму. У лето 1978. Хергет је прешао у клуб из Друге Бундеслиге - Рот-Вајс из Есена. У последње 3 сезоне играо је на позицији везног играча и постигао 36 голова.
У сезони 1982/83. прешао је у још један клуб из Друге Бундеслиге - Ирдинген 05. Био је неприкосновени лидер клуба. У сезони 1985/86. помогао је тиму да освоји треће место у првенству. Одиграо је и свих 90 минута у победничкој финалној утакмици Купа Немачке 1984/85, у којој је Ирдинген 05 савладао Бајерн Минхен резултатом 2-1.
Године 1989, са 33 године, Хергет је потписао уговор на једну сезону са Шалкеом 04. Године 1990. завршио је играчку каријеру.
У сезони 1997/98. био је главни тренер клуба Бохолт.

### Репрезентација
За репрезентацију Западне Немачке дебитовао је 26. октобра 1983. у квалификационој утакмици за Европско првенство 1984. против репрезентације Турске, заменивши Ханса-Петера Бригела. Био је члан репрезентације за Светско првенство 1986. у Мексику, где је Немачка стигла до финала и изгубила од Аргентине резултатом 2-3. Али на том Светском првенству Матијас је играо тек у другом мечу групне фазе против репрезентације Данске (0-2).
Ипак, селектор немачке репрезентације Франц Бекенбауер уврстио га је у репрезентацију за Европско првенство 1988. када су били домаћини. Заједно са Јиргеном Колером формирали су снажну одбрану у репрезентацији и помогли тиму да се пласира у полуфинале, освојено је треће место на турниру. Укупно је одиграо 39 утакмица за репрезентацију.

## Успеси
Бајер Ирдинген
Куп Њемачке: 1984/85.